# Liste der Naturdenkmale in Herl
Die Liste der Naturdenkmale in Herl nennt die im Gemeindegebiet von Herl ausgewiesenen Naturdenkmale (Stand 3. Juni 2024).

## Naturdenkmale
| Nr.         | Bezeichnung   | Lage                                           | Beschreibung                                                                   | Bild                          |
| ----------- | ------------- | ---------------------------------------------- | ------------------------------------------------------------------------------ | ----------------------------- |
| ND-7235-423 | Herler Felsen | östlich des Ortes; Flur Beim Seufchen Lage     | Quarzitfelsen                                                                  | Fotos hochladen               |
| ND-7235-424 | Herler Wacken | nördlich des Ortes; Abteilung Bei der Lay Lage | Quarzitfelsenriff; flächenhaftes Naturdenkmal, ca. 0,5 ha, in zwei Teilflächen | mehr Fotos \| Fotos hochladen |